# Pentland
Pentland – obszar niemunicypalny w hrabstwie Kern, w Kalifornii (Stany Zjednoczone), na wysokości 197 m. Znajduje się około 4 km na wschód od miasta Maricopa.